# 贾石
贾石（1919年—1988年9月4日），男，江西高安人，中华人民共和国政治人物。

## 生平
早年参加新四军，曾任中央军委总政治部干事、西冯土产公司三边分公司副经理、嫩江省军区后勤部部长、兴安省牡丹江省财政厅厅长，东北财经委员会财政金融贸易处处长，沈阳市财政局局长。
中华人民共和国成立后，担任对外贸易部副部长、外资管理委员会副主任，香港华润集团董事长，中国国际贸易促进委员会主任。1988年去世。